# Badger (motorfiets)
Badger is een Amerikaans historisch Amerikaans merk van hulpmotoren.
De bedrijfsnaam was Badger Mfg. Co., Boston (Massachusetts).
Dit was een Amerikaans merk dat van 1951 tot 1955 een ongewone constructie maakte, waarbij een 163cc-viertaktmotor in het achterwiel gemonteerd was.